# Восточное (Ленинский район)
Восто́чное (до 1948 года Кары́; укр. Восточне, крымскотат. Qarı, Къары) — исчезнувшее село в Ленинском районе Республики Крым, располагавшееся в южной части района и Керченского полуострова, примерно в 5 км к западу-юго-западу от современного села Марфовка.

## История
Первое документальное упоминание села встречается в Камеральном Описании Крыма… 1784 года, судя по которому, в последний период Крымского ханства Кары входил в Орта Керченский кадылык Кефинского каймаканства. После присоединения Крыма к России (8) 19 апреля 1783 года, (8) 19 февраля 1784 года, именным указом Екатерины II сенату, на территории бывшего Крымского Ханства была образована Таврическая область и деревня была приписана к Левкопольскому, а после ликвидации в 1787 году Левкопольского — к Феодосийскому уезду Таврической области. После Павловских реформ, с 1796 по 1802 год, входила в Акмечетский уезд Новороссийской губернии. По новому административному делению, после создания 8 (20) октября 1802 года Таврической губернии, Кары был включён в состав Кадыкелечинской волости Феодосийского уезда.
По Ведомости о числе селении, названиях оных, в них дворов… состоящих в Феодосийском уезде от 14 октября 1805 года, в деревне Кар числилось 16 дворов и 65 жителей. На военно-топографической карте генерал-майора Мухина 1817 года деревня Кары обозначена с 15 дворами. После реформы волостного деления 1829 года Кары, согласно «Ведомости о казённых волостях Таврической губернии 1829 года», отнесли к Чалтемирской волости (переименованной из Кадыкелечинской). На карте 1836 года в деревне 8 дворов. Видимо, вследствие эмиграции крымских татар в Турцию деревня опустела, и на карте 1842 года Кары обозначен условным знаком «малая деревня» (это означает, что в нём насчитывалось менее 5 дворов).
В 1860-х годах, после земской реформы Александра II, деревню приписали к Петровской волости. Согласно «Списку населённых мест Таврической губернии по сведениям 1864 года», составленному по результатам VIII ревизии 1864 года, Кары — владельческая русская деревня с 6 дворами и 46 жителями при колодцах. По обследованиям профессора А. Н. Козловского начала 1860-х годов, в селении колодцы были глубиной 1—5 саженей (от 2 до 10 м), но в большинстве из них (около трёх четвертей) вода была «дурного качества». Также имелись ауты, которые высыхали в течение лета (Аут — небольшой пруд в степном Крыму, наполнявшийся дождевой и талой водой). На трёхверстовой карте Шуберта 1865—1876 года в деревне Кары обозначено 4 двора.
По «Памятной книге Таврической губернии 1889 года», включившей результаты Х ревизии 1887 года, в деревне Кары, уже Петровской волости, числилось 46 дворов и 253 жителя. По «…Памятной книжке Таврической губернии на 1892 год» в Кары, входившем в Ташлыярское сельское общество, жителей и домохозяйств не числилось, а в безземельном Кары, не входившем в сельское общество, указан 31 житель, домохозяйств не имеющий. По «…Памятной книжке Таврической губернии на 1902 год» в деревне Кары, входившей в Ташлыярское сельское общество, числилось 127 жителей в 32 домохозяйствах. По Статистическому справочнику Таврической губернии. Ч.II-я. Статистический очерк, выпуск пятый Феодосийский уезд, 1915 год, в деревне Кары Петровской волости Феодосийского уезда числилось 40 дворов (7 дворов с землёй, 33 — безземельные) с татарским населением в количестве 76 человек приписных жителей и 104 «посторонних», из которых 99 мужчин и 81 женщина. Жители владели 1718 десятинами удобной земли. В хозяйствах имелось 98 лошадей, 138 волов, 65 коров и 1330 голов овец, свиней, или коз.
После установления в Крыму Советской власти, по постановлению Крымревкома, 25 декабря 1920 года из Феодосийского уезда был выделен Керченский (степной) уезд, а, постановлением ревкома № 206 «Об изменении административных границ» от 8 января 1921 года была упразднена волостная система и в составе Керченского уезда был создан Керченский район в который вошло село (в 1922 году уезды получили название округов. 11 октября 1923 года, согласно постановлению ВЦИК, в административное деление Крымской АССР были внесены изменения, в результате которых округа были отменены и основной административной единицей стал Керченский район в который вошло село. Согласно Списку населённых пунктов Крымской АССР по Всесоюзной переписи 17 декабря 1926 года, в селе Кары, Кол-Алчинского сельсовета Керченского района, числилось 57 дворов, все крестьянские, население составляло 271 человек, из них 262 татарина, 7 украинцев, 2 записаны в графе «прочие», действовала татарская школа I ступени (пятилетка). Постановлением ВЦИК «О реорганизации сети районов Крымской АССР» от 30 октября 1930 года (по другим сведениям 15 сентября 1931 года) Керченский район упразднили и село включили в состав Ленинского, а, с образованием в 1935 году Маяк-Салынского района (переименованного 14 декабря 1944 года в Приморский) — в состав нового района. По данным всесоюзной переписи населения 1939 года в селе проживало 177 человек. На подробной карте РККА Керченского полуострова 1941 года в селе отмечено 43 двора.
В 1944 году, после освобождения Крыма от фашистов, согласно Постановлению ГКО СССР № 5859 от 11 мая 1944 года, 18 мая крымские татары были депортированы в Среднюю Азию. С 25 июня 1946 года селение в составе Крымской области РСФСР. Указом Президиума Верховного Совета РСФСР от 18 мая 1948 года Кары переименовали в Восточное. Время включения в Дорошенковский сельский совет пока не установлено: на 15 июня 1960 года село уже числилось в его составе. Исключено из учётных данных в 1964 году (согласно справочнику «Крымская область. Административно-территориальное деление на 1 января 1968 года» — в период с 1954 по 1968 год как село Ленинского сельсовета).

### Динамика численности населения
| - 1805 год — 65 чел. - 1864 год — 46 чел. - 1889 год — 253 чел. - 1892 год — 31 чел. | - 1902 год — 127 чел. - 1915 год — 76/104 чел. - 1926 год — 271 чел. - 1939 год — 177 чел. |